# Black Clouds Over Dark Majesty
Black Clouds Over Dark Majesty – minialbum polskiej grupy muzycznej Thunderbolt. Wydawnictwo ukazało się w czerwcu 1999 roku nakładem wytwórni muzycznej Old Legend Productions. Materiał został zarejestrowany w 1997 roku w New Project Studio.
W 2001 roku nagrania pochodzące z Black Clouds Over Dark Majesty ukazały się jako split z zespołem Kataxu. Wydawnictwo ukazało się dzięki firmie Ancestral Research.

## Lista utworów
Opracowano na podstawie materiału źródłowego.
1. "An Initiation" (muz. Paimon, sł. Paimon) - 01:06
2. "Shadows of the Deepest Night" (muz. Paimon, sł. Paimon) - 04:25
3. "My Dark Imagination" (muz. Paimon, sł. Paimon) - 02:59
4. "Wilderness of the Eternal Darkness" (muz. Paimon, sł. Paimon) - 03:28
5. "Moonglare" (muz. Paimon, sł. Paimon) - 04:24
6. "The Song of Glory" (muz. Paimon, sł. Paimon) - 02:26